# AEW Fight for the Fallen
Fight for the Fallen était un Pay-per-view de catch (lutte professionnelle) produit par la promotion américaine All Elite Wrestling (AEW). L'événement a eu lieu le 13 juillet au Daily's Center à Jacksonville (Floride). Il s'agit de sa première et dernière édition.

## Contexte
Les spectacles de la All Elite Wrestling (AEW) sont constitués de matchs aux résultats prédéterminés par les scénaristes de la compagnie. Ces rencontres sont justifiées par des storylines – une rivalité entre catcheurs, la plupart du temps – ou par des qualifications survenues dans les shows de la AEW. Tous les catcheurs possèdent un gimmick, c'est-à-dire qu'ils incarnent un personnage gentil (Face) ou méchant (Heel), qui évolue au fil des rencontres. Un événement comme Fight for the Fallen est donc un événement tournant pour les différentes storylines en cours.

## Tableau des matchs
| Ordre par numéros | Résultat | Stipulation(s) | Temps |
| --- | --- | --- | ----- |
| 1P | Sonny Kiss bat Peter Avalon (avec Leva Bates) | Match simple | 5:10  |
| 2P | Bea Priestley et Shoko Nakajima battent Dr Britt Baker D.M.D et Riho                                                                                  | Tag Team match | 15:40 |
| 3 | MJF, Sammy Guevara et Shawn Spears battent Darby Allin, Jimmy Havoc et Joey Janela                                                                    | 6-Man Tag Team match | 11:00 |
| 4 | Brandi Rhodes (avec Awesome Kong) bat Allie | Match simple | 9:40  |
| 5 | The Dark Order (Evil Uno et Stu Grayson) bat The Hybrid 2 (Angélico et Jack Evans) et Jurassic Express (Jungle Boy et Luchasaurus) (avec Marko Stunt) | Triple Threat Tag Team match L'équipe gagnante aura le droit d'entrer plus tard dans le tournoi qui désignera les premiers champions du monde par équipes. | 15:15 |
| 6 | "Hangman" Adam Page bat Kip Sabian | Match simple | 19:05 |
| 7 | The Lucha Brothers (Pentagón Jr. et Rey Fénix) battent SoCal Uncensored (Frankie Kazarian et Scorpio Sky) (avec Christopher Daniels)                  | Tag Team match | 15:10 |
| 8 | Kenny Omega bat CIMA | Match simple | 22:30 |
| 9 | The Young Bucks (Matt et Nick Jackson) battent The Brotherhood (Cody et Dustin Rhodes)                                                                | Unsanctioned match | 31:25 |
| La lettre C placée entre parenthèses désigne la personne ou l’équipe championne en titre. P – indique que le match a eu lieu lors du pré-show | | |       |